# Boarnsterhim

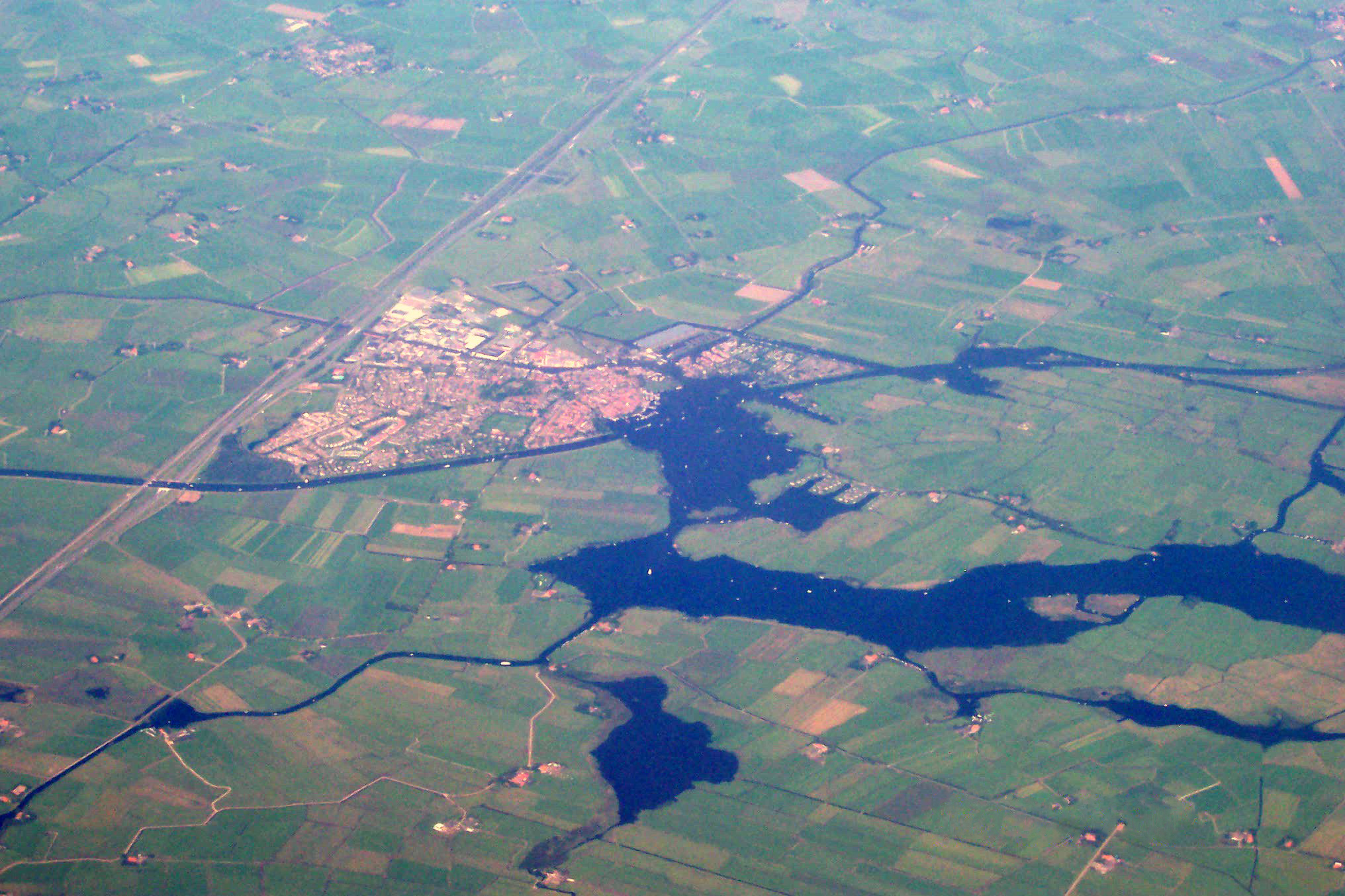
Segelbåtar på sjön Pikmeer vid Grouw.

Boarnsterhim (nl. Boornsterhem) var från 1984 till 2014 en kommun i provinsen Friesland i Nederländerna. Kommunens totala area var 168,59 km² (där 16,72 km² är vatten) och invånarantalet låg 2013 på 19 390 invånare. Boarnsterhim hade 1984 etablerats efter en kommunreform ur de historiska landskommunerna Idaarderadeel (frisiska - fy. Idaerderadiel), Utingeradeel (fy. Utingeradiel) och Rauwerderhem (fy. Raerderhim). Kommunen gick den 1 januari 2014 upp i kommunerna Leeuwarden, Heerenveen, Súdwest-Fryslân och De Friese Meren och upphörde därmed som kommun.
Kommunens officiella namn valdes 1984 att vara på frisiska, och så är fortfarande fallet för namnen på de 18 samhällena (byarna) i kommunen, även när de numera ligger i en annan kommun som inte nödvändigtvis väljer att ha enspråkigt frisiska namn: Akkrum, Aldeboarn och Nes (numera i kommunen Heerenveen), Grou, Eagum, Idaerd, Jirnsum, Reduzum, Warstiens, Warten och Wergea (i Leeuwarden), Dearsum, Poppenwier, Raard, Tersoal och Sibrandabuorren (i Súdwest-Fryslân) samt Terherne (i De Friese Meren). Centralorten var Grou (nl. Grouw). 

## Viktigaste näringsgrenar
Turism (vattensport), skeppsbyggeri och varv var och är en viktig inkomstkälla i många av byarna i den före detta kommunen, vid sidan om boskapsskötsel, industri och service. Dörr- och lastpalltillverkning i Grou; i Wergea (nl. Warga) grundlades det kooperativa mejeri Frico som skulle växa ut till världskoncernen FrieslandCampina. Många invånare pendlar till staden Leeuwarden eller till Heerenveen. Kommunen genomkorsas av motorväg A32 och av järnväg (Leeuwarden-Zwolle). Järnvägsstationer finns i Grou och Akkrum. 

## Frisiska språket
Frisiska talas fortfarande av flerparten av de infödda. Grou är födelseby för bröderna Joost (fy. Joast, latiniserat Justus), Eeltje (fy. Eeltsje) och Tjalling (fy. Tsjalling) Halbertsma, som på 1800-talet inledde renässansen av frisiska som kulturspråk genom att nedskriva (folk)historier, dikter och sånger. 

## Sevärdheter
Några av samhällen har fina bykärnor (Grou, Aldeboarn, Poppenwier) med 1800-talsbebyggelse samt några enstaka äldre hus. Medeltida (romanska) kyrkor i bl.a. Grou, Idaerd, 1700-talskyrka samt våghus i Aldeboarn; bondgård med museum från 1600-talet i Warten. De flesta av byarna ligger på s.k. "terpen", konstgjorda kullar som för mer än 2 000 år sedan anlades för att skydda människor och boskap vid högvatten. Kulturlandskapet räknas till ett av Västeuropas äldsta. Natur: fågelrika våtmarker, sjöar (andfåglar, hägrar, doppingar) och ängar (tovsvipa, rödbena, rödspov), nationalparker "De Alde Feanen" och "De Deelen" (mossar).